# Velká cena Japonska silničních motocyklů 2007
Velká cena Japonska silničních motocyklů 2007 se uskutečnila od 21. září – 23. září 2007 na okruhu Twin Ring Motegi.

## MotoGP
Možná nejdůležitější závod v kariéře čekal na Caseyho Stonera. Mladý Australan měl šanci už tady v Motegi získat pro sebe titul mistra světa. Stačilo by mu k tomu jenom skončit před Valentinem Rossim.
Ducati se v Japonsku dařilo,když tu vyhrála v posledních dvou ročnících díky Lorisi Capirossimu.
V Estorilu ovšem Stoner na své rivaly Rossiho a Pedrosu nestačil a Valentino Rossi řekl, že rozhodně nedá Stonerovi titul tak jednoduše a že se chystá zvítězit i v následujících závodech ve zbytku sezóny.
Zajímavá situace byla k vidění v Portugalsku, když z posledního místa ze závodu odstoupil Alex Hofmann z odůvodněním, že nemá motivaci pokračovat na posledním místě. Luis d'Antin s Hofmannem ukončil smlouvu a jako náhradu za Němce zvolil zkušeného Japonce Shinichiho Itoha.
Alex de Angelis, současný jezdec třídy 250cc přestoupí do královské třídy MotoGP v roce 2008 jako jezdec týmu Gresini-Honda.
Daniel Pedrosa prodloužil smlouvu u týmu Repsol-Honda až do roku 2009.

### Kvalifikace
| *                                                 | *                                                | *                                                 |
| _______1_______ Daniel Pedrosa Honda 1:45.864     |                                                  |                                                   |
|                                                   | _______2_______ Valentino Rossi Yamaha 1:46.255  |                                                   |
|                                                   |                                                  | _______3_______ Nicky Hayden Honda 1:46.575       |
| _______4_______ Randy de Puniet Kawasaki 1:46.643 |                                                  |                                                   |
|                                                   | _______5_______ Toni Elias Honda 1:46.804        |                                                   |
|                                                   |                                                  | _______6_______ Anthony West Kawasaki 1:46.912    |
| _______7_______ Colin Edwards Yamaha 1:46.997     |                                                  |                                                   |
|                                                   | _______8_______ Loris Capirossi Ducati 1:47.047  |                                                   |
|                                                   |                                                  | _______9_______ Casey Stoner Ducati 1:47.121      |
| _______10_______ Marco Melandri Honda 1:47.136    |                                                  |                                                   |
|                                                   | _______11_______ John Hopkins Suzuki 1:47.163    |                                                   |
|                                                   |                                                  | _______12_______ Shinya Nakano Honda 1:47.295     |
| _______13_______ Kousuke Akiyoshi Suzuki 1:47.316 |                                                  |                                                   |
|                                                   | _______14_______ Carlos Checa Honda 1:47.334     |                                                   |
|                                                   |                                                  | _______15_______ Alex Barros Ducati 1:47.367      |
| _______16_______ Makoto Tamada Yamaha 1:47.714    |                                                  |                                                   |
|                                                   | _______17_______ Chris Vermeulen Suzuki 1:47.914 |                                                   |
|                                                   |                                                  | _______18_______ Sylvain Guintoli Yamaha 1:48.085 |
| _______19_______ Akria Yanagawa Kawasaki 1:48.569 |                                                  |                                                   |
|                                                   | _______20_______ Shinichi Itoh Ducati 1:49.548   |                                                   |
|                                                   |                                                  | _______21_______ Kurtis Roberts KR212V 1:50.035   |
| ------------------------------------------------- | ------------------------------------------------ | ------------------------------------------------- |

### Závod
| Pos | #  | Jezdec           | Stroj    | Kola | Čas       | Rošt | Body |
| --- | -- | ---------------- | -------- | ---- | --------- | ---- | ---- |
| 1   | 65 | Loris Capirossi  | Ducati   | 24   | 47:05.484 | 8    | 25   |
| 2   | 14 | Randy de Puniet  | Kawasaki | 24   | +10.853   | 4    | 20   |
| 3   | 24 | Toni Elias       | Honda    | 24   | +11.526   | 5    | 16   |
| 4   | 50 | Sylvain Guintoli | Yamaha   | 24   | +12.192   | 18   | 13   |
| 5   | 33 | Marco Melandri   | Honda    | 24   | +28.569   | 10   | 11   |
| 6   | 27 | Casey Stoner     | Ducati   | 24   | +31.179   | 9    | 10   |
| 7   | 13 | Anthony West     | Kawasaki | 24   | +50.001   | 6    | 9    |
| 8   | 4  | Alex Barros      | Ducati   | 24   | +52.343   | 15   | 8    |
| 9   | 1  | Nicky Hayden     | Honda    | 24   | +53.629   | 3    | 7    |
| 10  | 21 | John Hopkins     | Suzuki   | 24   | +59.715   | 11   | 6    |
| 11  | 71 | Chris Vermeulen  | Suzuki   | 24   | +1:02.804 | 17   | 5    |
| 12  | 6  | Makoto Tamada    | Yamaha   | 24   | +1:09.313 | 16   | 4    |
| 13  | 46 | Valentino Rossi  | Yamaha   | 24   | +1:09.699 | 2    | 3    |
| 14  | 5  | Colin Edwards    | Yamaha   | 24   | +1:11.735 | 7    | 2    |
| 15  | 72 | Shinichi Itoh    | Ducati   | 24   | +1:12.290 | 20   | 1    |
| 16  | 56 | Shinya Nakano    | Honda    | 24   | +1:32.979 | 12   |      |
| 17  | 87 | Akira Yanagawa   | Kawasaki | 23   | +1 kolo   | 19   |      |
| 18  | 7  | Carlos Checa     | Honda    | 23   | +1 kolo   | 14   |      |
| Ret | 64 | Kousuke Akiyoshi | Suzuki   | 20   | Porucha   | 13   |      |
| Ret | 26 | Daniel Pedrosa   | Honda    | 14   | Nehoda    | 1    |      |
| Ret | 80 | Kurtis Roberts   | KR212V   | 1    | Porucha   | 21   |      |

### Zajímavosti
Casey Stoner se stal druhým nejmladším mistrem věta v královské třídě.Získal tak titul mistra světa pro Austrálii poprvé od dob Micka Doohana,který kraloval královské třídě v letech 1994–1998.
Loris Capirossi dokázal zvítězit letos poprvé a v Motegi už potřetí za sebou.
Randy de Puniet se postavil na stupně vítězů poprvé v královské třídě.Na stupních vítězů stál naposledy ve Velké ceně Velké Británie 2005,kterou vyhrál,ale to ještě ve třídě 250cc.
Rovněž Sylvain Guintoli si dojel pro největší úspěch ve třídě MotoGP.Naposledy takového úspěchu dosáhl ve Velké ceně Valencie 2003 kdy skončil na 4. místě.

### Průběžná klasifikace jezdců a týmů
| Pos | #  | Jezdec          | Stroj  | Body |
| --- | -- | --------------- | ------ | ---- |
| 1   | 27 | Casey Stoner    | Ducati | 297  |
| 2   | 46 | Valentino Rossi | Yamaha | 214  |
| 3   | 26 | Daniel Pedrosa  | Honda  | 188  |
| 4   | 21 | John Hopkins    | Suzuki | 156  |
| 5   | 71 | Chris Vermeulen | Suzuki | 152  |
| 6   | 33 | Marco Melandri  | Honda  | 148  |
| 7   | 65 | Loris Capirossi | Ducati | 130  |
| 8   | 1  | Nicky Hayden    | Honda  | 112  |
| 9   | 5  | Colin Edwards   | Yamaha | 108  |
| 10  | 4  | Alex Barros     | Ducati | 91   |

| Pos | Tým                  | Továrna  | Body |
| --- | -------------------- | -------- | ---- |
| 1   | Ducati Marlboro Team | Ducati   | 427  |
| 2   | Fiat Yamaha Team     | Yamaha   | 322  |
| 3   | Rizla Suzuki MotoGP  | Suzuki   | 308  |
| 4   | Repsol Honda Team    | Honda    | 300  |
| 5   | Honda Gresini        | Honda    | 241  |
| 6   | Pramac d'Antin       | Ducati   | 157  |
| 7   | Kawasaki Racing Team | Kawasaki | 147  |
| 8   | Dunlop Yamaha Tech 3 | Yamaha   | 80   |
| 9   | Honda LCR            | Honda    | 54   |
| 10  | Konica Minolta Honda | Honda    | 42   |
| 11  | Team Roberts         | KR212V   | 14   |

| Pos | Továrna  | Body |
| --- | -------- | ---- |
| 1   | Ducati   | 324  |
| 2   | Honda    | 255  |
| 3   | Yamaha   | 251  |
| 4   | Suzuki   | 207  |
| 5   | Kawasaki | 114  |
| 6   | KR212V   | 14   |

## 250cc

### Kvalifikace
| *                                                  | *                                                   | *                                                 | *                                                 |
| _______1_______ Shuhei Aoyama Honda 1:51.327       |                                                     |                                                   |                                                   |
|                                                    | _______2_______ Andrea Dovizioso Honda 1:51.466     |                                                   |                                                   |
|                                                    |                                                     | _______3_______ Jorge Lorenzo Aprilia 1:51.765    |                                                   |
|                                                    |                                                     |                                                   | _______4_______ Hector Barbera Aprilia 1:51.828   |
| _______5_______ Mika Kallio KTM 1:52.053           |                                                     |                                                   |                                                   |
|                                                    | _______6_______ Hiroshi Aoyama KTM 1:52.169         |                                                   |                                                   |
|                                                    |                                                     | _______7_______ Julian Simon Honda 1:52.261       |                                                   |
|                                                    |                                                     |                                                   | _______8_______ Yuki Takahashi Honda 1:52.328     |
| _______9_______ Alex de Angelis Aprilia 1:52.329   |                                                     |                                                   |                                                   |
|                                                    | _______10_______ Thomas Lüthi Aprilia 1:52.441      |                                                   |                                                   |
|                                                    |                                                     | _______11_______ Alvaro Bautista Aprilia 1:52.771 |                                                   |
|                                                    |                                                     |                                                   | _______12_______ Marco Simoncelli Gilera 1:52.825 |
| _______13_______ Roberto Locatelli Gilera 1:52.830 |                                                     |                                                   |                                                   |
|                                                    | _______14_______ Ratthapark Wilairot Honda 1:54.124 |                                                   |                                                   |
|                                                    |                                                     | _______15_______ Fabrizio Lai Aprilia 1:54.418    |                                                   |
|                                                    |                                                     |                                                   | _______16_______ Takumi Takahashi Honda 1:54.487  |
| _______17_______ Youichi Ui Yamaha 1:54.779        |                                                     |                                                   |                                                   |
|                                                    | _______18_______ Alex Baldolini Aprilia 1:54.914    |                                                   |                                                   |
|                                                    |                                                     | _______19_______ Karel Abraham Aprilia 1:55.032   |                                                   |
|                                                    |                                                     |                                                   | _______20_______ Dirk Heidolf Aprilia 1:55.182    |
| _______21_______ Eugene Laverty Honda 1:55.352     |                                                     |                                                   |                                                   |
|                                                    | _______22_______ Aleix Espargaro Aprilia 1:55.451   |                                                   |                                                   |
|                                                    |                                                     | _______23_______ Imre Toth Aprilia 1:55.485       |                                                   |
|                                                    |                                                     |                                                   | _______24_______ Efren Vazquez Aprilia 1:55.690   |
| _______25_______ Jules Cluzel Aprilia 1:56.042     |                                                     |                                                   |                                                   |
|                                                    | _______26_______ Yuki Hamamoto Yamaha 1:56.692      |                                                   |                                                   |
|                                                    |                                                     | _______27_______ Dan Linfoot Aprilia 1:56.705     |                                                   |
|                                                    |                                                     |                                                   | _______28_______ Seijin Oikawa Yamaha 1:56.973    |
| -------------------------------------------------- | --------------------------------------------------- | ------------------------------------------------- | ------------------------------------------------- |

### Závod
| Pos | #  | Jezdec              | Stroj   | Kola | Čas        | Rošt | Body |
| --- | -- | ------------------- | ------- | ---- | ---------- | ---- | ---- |
| 1   | 36 | Mika Kallio         | KTM     | 23   | +48:28.585 | 5    | 25   |
| 2   | 34 | Andrea Dovizioso    | Honda   | 23   | +4.893     | 2    | 20   |
| 3   | 80 | Hector Barbera      | Aprilia | 23   | +21.527    | 4    | 16   |
| 4   | 55 | Yuki Takahashi      | Honda   | 23   | +23.488    | 8    | 13   |
| 5   | 3  | Alex de Angelis     | Aprilia | 23   | +25.378    | 9    | 11   |
| 6   | 60 | Julian Simon        | Honda   | 23   | +42.264    | 7    | 10   |
| 7   | 58 | Marco Simoncelli    | Gilera  | 23   | +48.782    | 12   | 9    |
| 8   | 4  | Hiroshi Aoyama      | KTM     | 23   | +57.782    | 6    | 8    |
| 9   | 73 | Shuhei Aoyama       | Honda   | 23   | +1:09.049  | 1    | 7    |
| 10  | 12 | Thomas Lüthi        | Aprilia | 23   | +1:10.837  | 10   | 6    |
| 11  | 1  | Jorge Lorenzo       | Aprilia | 23   | +1:13.035  | 3    | 5    |
| 12  | 76 | Seijin Oikawa       | Yamaha  | 23   | +1:26.371  | 28   | 4    |
| 13  | 16 | Jules Cluzel        | Aprilia | 23   | +1:36.236  | 25   | 3    |
| 14  | 75 | Youichi Ui          | Yamaha  | 23   | +1:47.098  | 17   | 2    |
| 15  | 19 | Alvaro Bautista     | Aprilia | 23   | +1:50.081  | 11   | 1    |
| 16  | 15 | Roberto Locatelli   | Gilera  | 23   | +1:58.741  | 13   |      |
| 17  | 41 | Aleix Espargaro     | Aprilia | 23   | +2:06.782  | 22   |      |
| 18  | 10 | Imre Toth           | Aprilia | 23   | +2:10.415  | 23   |      |
| 19  | 50 | Eugene Laverty      | Honda   | 22   | +1 kolo    | 21   |      |
| 20  | 77 | Yuki Hamamoto       | Yamaha  | 22   | +1 kolo    | 26   |      |
| Ret | 45 | Dan Linfoot         | Aprilia | 19   | Nehoda     | 27   |      |
| Ret | 32 | Fabrizio Lai        | Aprilia | 17   | Porucha    | 15   |      |
| Ret | 20 | Takumi Takahashi    | Honda   | 3    | Nehoda     | 16   |      |
| Ret | 8  | Ratthapark Wilairot | Honda   | 2    | Nehoda     | 14   |      |
| Ret | 28 | Dirk Heidolf        | Aprilia | 1    | Nehoda     | 20   |      |
| Ret | 17 | Karel Abraham       | Aprilia | 0    | Kolize     | 19   |      |
| Ret | 25 | Alex Baldolini      | Aprilia | 0    | Kolize     | 18   |      |
| Ret | 7  | Efren Vazquez       | Aprilia | 0    | Kolize     | 24   |      |

### Průběžná klasifikace jezdců a továren
| Pos | #  | Jezdec           | Stroj   | Body |
| --- | -- | ---------------- | ------- | ---- |
| 1   | 1  | Jorge Lorenzo    | Aprilia | 262  |
| 2   | 34 | Andrea Dovizioso | Honda   | 226  |
| 3   | 3  | Alex de Angelis  | Aprilia | 208  |
| 4   | 19 | Alvaro Bautista  | Aprilia | 161  |
| 5   | 80 | Hector Barbera   | Aprilia | 146  |
| 6   | 36 | Mika Kallio      | KTM     | 119  |
| 7   | 4  | Hiroshi Aoyama   | KTM     | 116  |
| 8   | 12 | Thomas Lüthi     | Aprilia | 104  |
| 9   | 60 | Julian Simon     | Honda   | 93   |
| 10  | 73 | Shuhei Aoyama    | Honda   | 79   |

| Pos | Továrna | Body |
| --- | ------- | ---- |
| 1   | Aprilia | 322  |
| 2   | Honda   | 236  |
| 3   | KTM     | 163  |
| 4   | Gilera  | 93   |
| 5   | Yamaha  | 4    |